# Vepris darcyi
Vepris darcyi är en vinruteväxtart som beskrevs av Labat, M.Pignal & O.Pascal. Vepris darcyi ingår i släktet Vepris och familjen vinruteväxter. Inga underarter finns listade i Catalogue of Life.